# Allium runemarkii
Allium runemarkii là một loài thực vật có hoa trong họ Amaryllidaceae. Loài này được Trigas & Tzanoud. mô tả khoa học đầu tiên năm 2000.